# 細井平洲
細井 平洲（ほそい へいしゅう、享保13年6月28日（1728年8月3日） - 享和元年6月29日（1801年8月8日））は、江戸時代の儒学者。本姓は紀氏。折衷学派。平洲または如来山人と号す、諱は徳民、通称は甚三郎。字は世馨。尾張国知多郡平島村（現・愛知県東海市）出身。弟子には寛政の三奇人として有名な高山彦九郎などがいる。また、米沢藩藩校興譲館の学則には『紀徳民』とある。

## 略歴

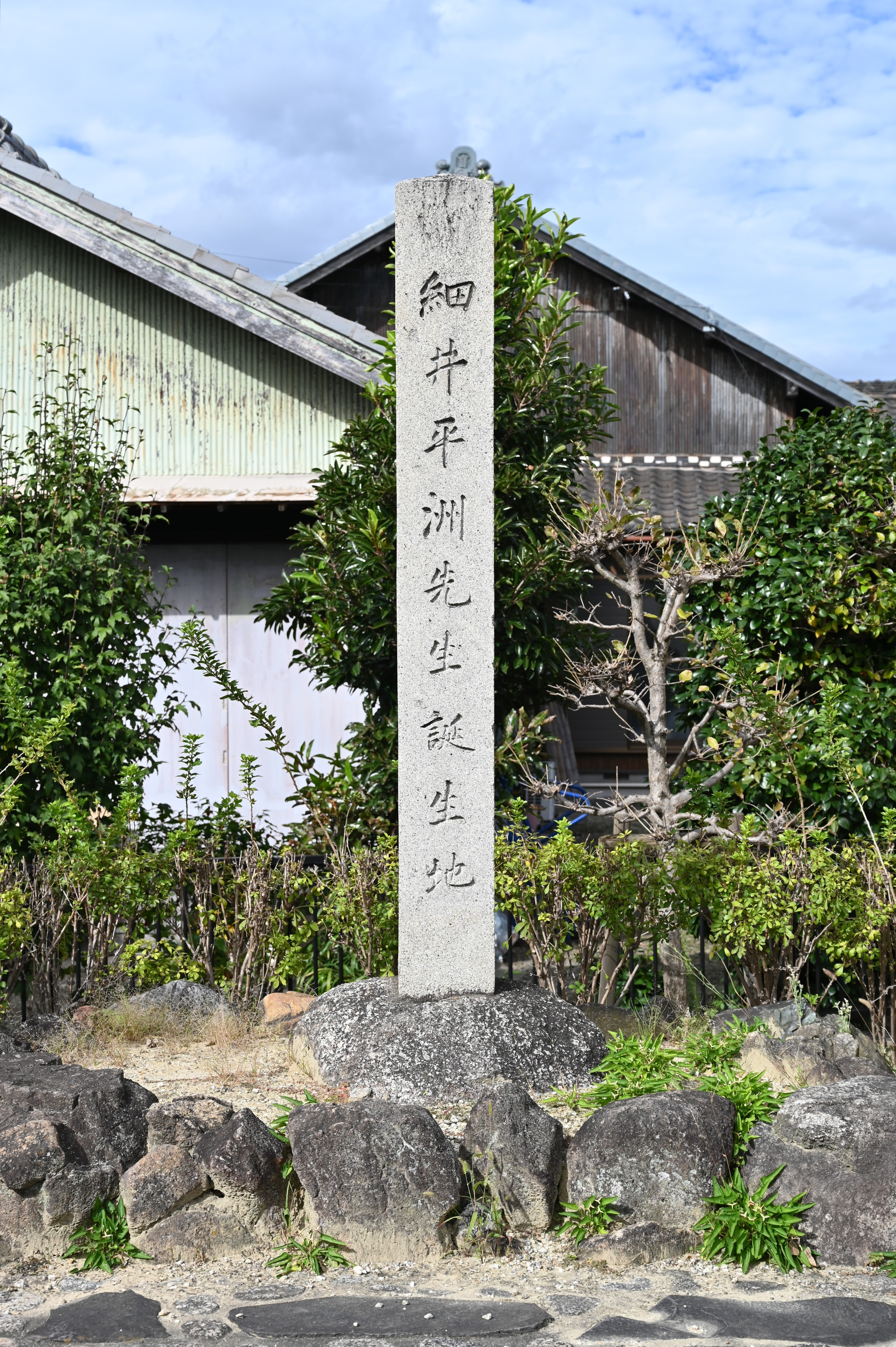
細井平洲誕生地碑（愛知県東海市の宝国寺）

尾張国知多郡平島村（現愛知県東海市）の農家に生まれた。幼くして学問に励み、16歳のときに京都に遊学するが、当時有為な学者はほとんど江戸幕府や諸藩に引き抜かれていたので失望し帰郷。その時、尾張藩家老竹腰氏家臣の子で折衷学派の中西淡淵が名古屋にも家塾の叢桂社を開くことを知り、そのまま師事する。後に中西の薦めにより延享2年（1745年）に唐音研究のために長崎に遊学。宝暦元年（1751年）24歳の時、江戸へ出て嚶鳴館（おうめいかん）という私塾を開き、武士だけでなく、町民や農民にもわかりやすく学問を広めた。この功績によって西条藩・人吉藩・紀伊藩・大和郡山藩等の藩に迎えられた。西条藩からは10人扶持を支給されている。
宝暦14年（1764年）上杉治憲（後の鷹山）の師となる。治憲は後に米沢藩主となり、平洲の教えを体現して米沢藩の財政再建を成功させた。
明和8年（1771年）には米沢藩在国を1ヵ年とすることや神保綱忠らを付き添わせることなどを条件として月俸10人扶持を与えられて米沢藩の江戸におけるお抱え文学師範となって米沢に下向したがこのときとあわせて3次に渡り米沢に下向し、講義を行っている。藩校興譲館は平洲が命名した。
安永9年（1780年）、53歳の時、御三家の筆頭・尾張藩に招かれ、徳川宗睦の侍講となり、藩校・明倫堂（現・愛知県立明和高等学校）の督学（学長）になった。
寛政8年（1796年）、69歳の時、第3次米沢下向。あらましを弟子の樺島石梁宛の書簡に詳述している。この時、鷹山は米沢郊外の山上村関根（米沢市関根）まで師を出迎え、普門院にて旅の疲れをねぎらった。これは当時の身分制度を超えた師弟の姿として江戸時代中から知れ渡り、明治時代以降は道徳の教科書にも採用された。米沢市関根の羽黒神社境内と普門院は、昭和10年（1935年）、「上杉治憲敬師郊迎跡」として国の史跡に指定されている。享和元年（1801年）6月29日、江戸尾張藩藩邸で死去。墓所は東京浅草の天嶽院(てんがくいん）。大正2年（1913年）、従四位を追贈された。
平洲が遺した言葉として、米沢藩主になろうとしていた上杉鷹山に送った「勇なるかな勇なるかな、勇にあらずして何をもって行なわんや」がある。要は「何をやるにしてもまず勇気が必要である」と言う意味である。また、「先施の心」すなわち「自分のして欲しいことを先に他人に対してすべきである」という教えも遺している。
米沢市の松岬神社に、上杉鷹山と共に祀られている。

## 主著
- 『嚶鳴館遺草』
序文で、「君主は、臣民の父母であって、非常時に自ら節倹すべきことは、親が子に愛情を示すのと同じく為すべきことである」という趣旨のことを示している。松下村塾の吉田松蔭は、「この書は経世済民の書であって、士たるものは必ず読むべきである。」と発言している。また、西郷隆盛は沖永良部島に流されていた折に、「民を治める道は、この一巻で足りる」と発言しており、彼の敬天愛人思想へ影響したとも考えられる。[要出典]
- 『詩経古伝』
- 『詩経夷考』

## 細井平洲と東海市

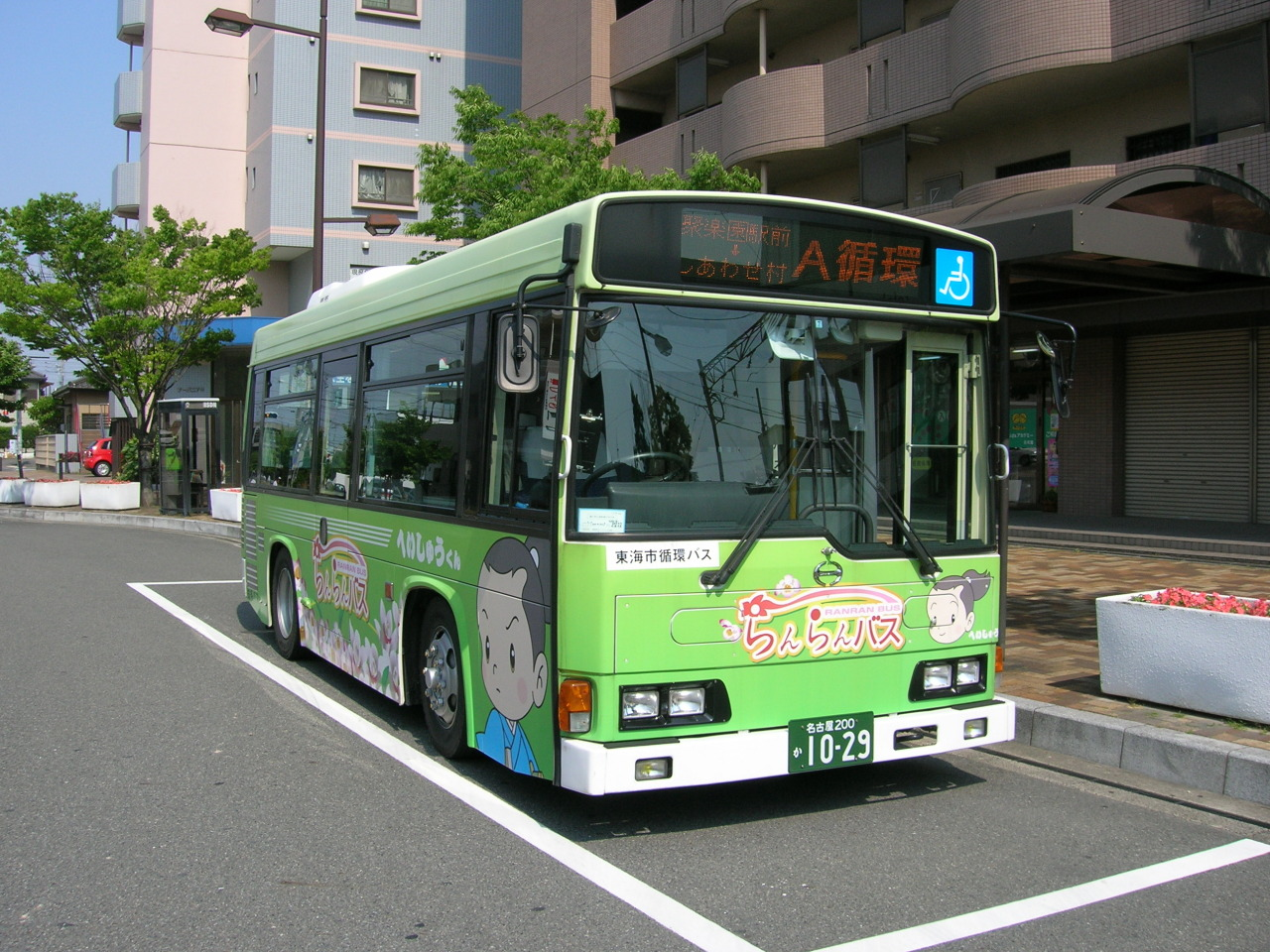
らんらんバス（へいしゅうくん）

平洲の出身地である東海市では、現在でも郷土の偉人として敬愛されており、東海市立平洲小学校や平洲中学校など平洲の名が付く学校や平洲記念館などがある。
平洲が常々説いていた「學思行相須つ（がくしこうあいまつ）」（学び、考え、実行 することの三つがそろって、初めて学んだことになる）という言葉を冠した学思行賞が東海市内の小中学生を対象に毎年送られている。
また、平洲をモデルにしたへいしゅうくんが東海市のキャラクターになっている。